# Świdry (Biała Piska)
Świdry [ˈɕfʲidrɨ] (deutsch Schwiddern) ist ein Dorf in der polnischen Woiwodschaft Ermland-Masuren, der zur Gmina Biała Piska (Stadt- und Landgemeinde Bialla, 1938 bis 1945 Gehlenburg) im Powiat Piski (Kreis Johannisburg) gehört.

## Geographische Lage
Świdry liegt im südlichen Osten der Woiwodschaft Ermland-Masuren und war bis 1939 Grenzstation des Deutschen Reichs nach Polen, heute nur noch zwischen den Woiwodschaften Ermland-Masuren und Podlachien. Die Kreisstadt Pisz (deutsch Johannisburg) liegt 26 Kilometer in nordwestlicher Richtung.

## Geschichte
Das nach 1540 Schwidren, nach 1579 Schwidder und bis 1945 Schwiddern genannte Dorf wurde 1471 durch den Deutschen Ritterorden als Freigut mit elf Hufen nach magdeburgischem Recht gegründet. 

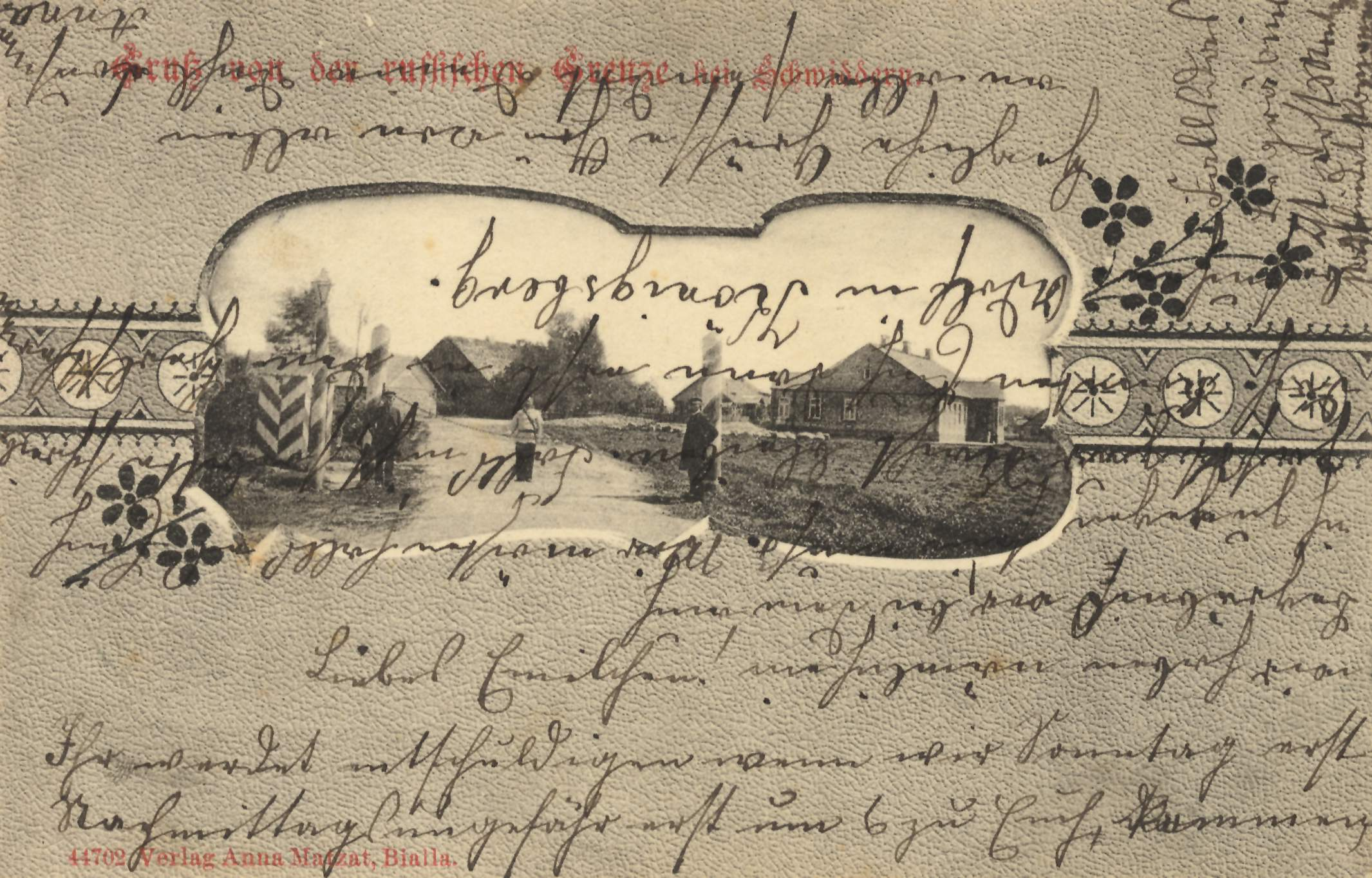
Russische Grenze bei Schwiddern

Von 1874 bis 1945 war das Dorf in den Amtsbezirk Belzonzen (1938 in „Amtsbezirk Großdorf (Ostpr.)“ umbenannt) eingegliedert, der zum Kreis Johannisburg gehörte.
Im Jahre 1910 waren in Schwiddern 271 Einwohner registriert. Ihre Zahl belief sich 1933 auf 245 und betrug 1939 noch 235.
Aufgrund der Bestimmungen des Versailler Vertrags stimmte die Bevölkerung im Abstimmungsgebiet Allenstein, zu dem Schwiddern gehörte, am 11. Juli 1920 über die weitere staatliche Zugehörigkeit zu Ostpreußen (und damit zu Deutschland) oder den Anschluss an Polen ab. In Schwiddern stimmten 160 Einwohner für den Verbleib bei Ostpreußen, auf Polen entfielen keine Stimmen.
In Kriegsfolge wurde 1945 das gesamte südliche Ostpreußen an Polen überstellt und somit auch Schwiddern, das die polnische Namensform „Świdry“ erhielt. Heute ist das Dorf Sitz eines Schulzenamtes (polnisch Sołectwo) und eine Ortschaft im Verbund der Stadt- und Landgemeinde Biała Piska (Bialla, 1938 bis 1945 Gehlenburg) im Powiat Piski (Kreis Johannisburg), bis 1998 der Woiwodschaft Suwałki, seither der Woiwodschaft Ermland-Masuren zugehörig.
Die Zahl der Einwohner Świdrys im Jahre 2011 betrug 28.

## Kirche
Vor 1945 war Schwiddern in die evangelische Kirche Bialla in der Kirchenprovinz Ostpreußen der Kirche der Altpreußischen Union sowie in die römisch-katholische Kirche Johannisburg im Bistum Ermland eingepfarrt. 
Heute gehört Świdry katholischerseits als Filialkirche zur Pfarrei Skarżyn im Bistum Ełk der Römisch-katholischen Kirche in Polen. Die evangelischen Einwohner halten sich zu ihrer Kirchengemeinde in Biała Piska, die heute eine Filialgemeinde der Pfarrei Pisz in der Diözese Masuren der Evangelisch-Augsburgischen Kirche in Polen ist.

## Schule
Schwiddern wurde im Jahre 1756 ein Schulort.

## Verkehr
Świdry liegt an der verkehrstechnisch bedeutsamen Landesstraße 58, die das südöstliche Masuren mit Podlachien verbindet und dabei fünf Landkreise durchquert. Außerdem ist das Dorf von seinen Nachbarorten im Norden und Süden durch eine jeweilige Nebenstraße erreichbar. Eine Bahnanbindung existiert nicht.